# Superleague Formula saison 2009
Navigation
2008 2010

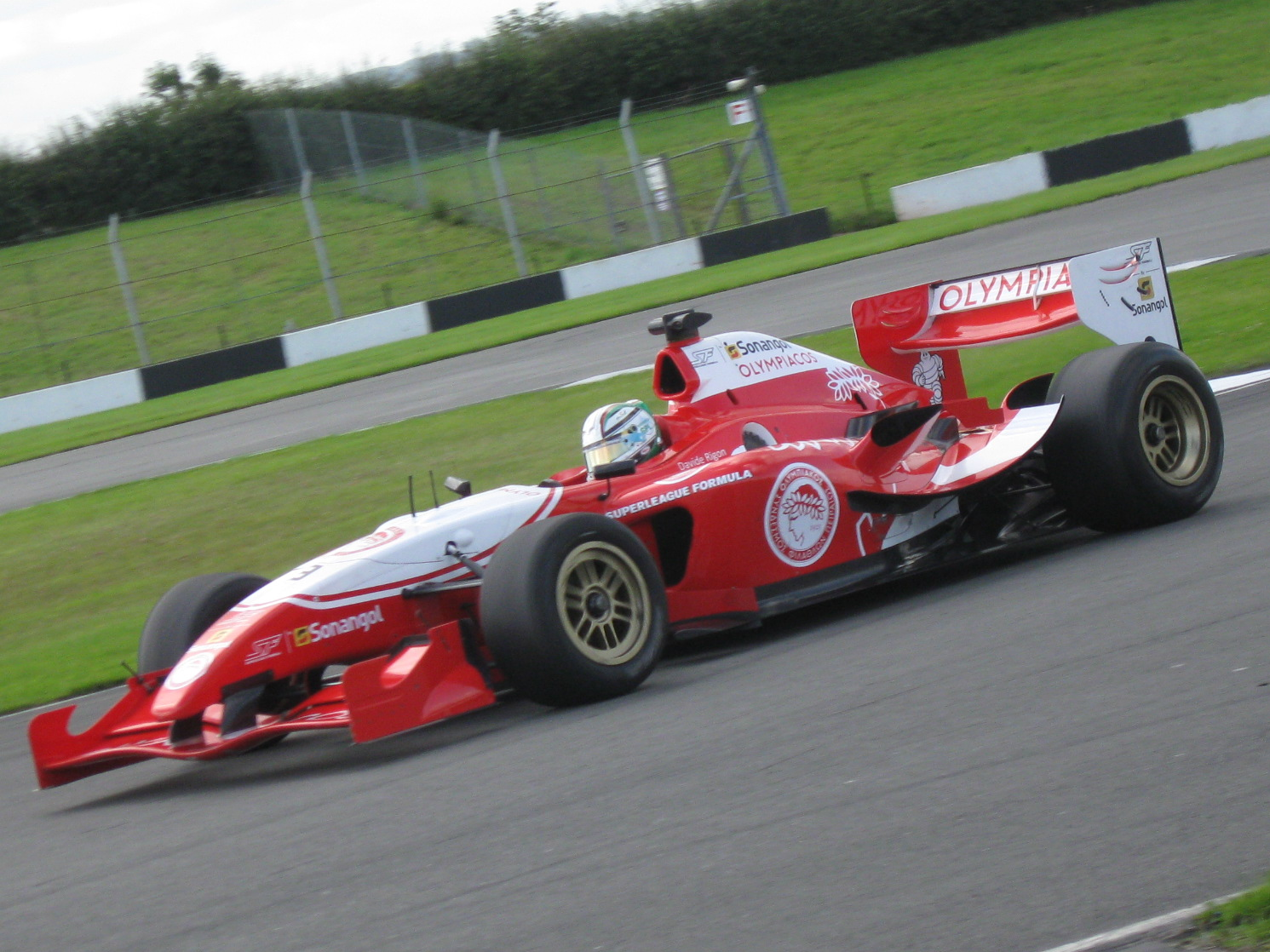
Olympiacos CFP (Davide Rigon) at Superleague Formula Round 3

La saison 2009 de la Superleague Formula est la deuxième saison de ce championnat de course automobile sur circuit qui met en concurrence des monoplaces aux couleurs des clubs de football. Elle s'est tenue du 28 juin au 8 novembre. 

## Équipes
| Club                | Écurie                    | Manufacturier | No | Pilote                | Épreuves |
| ------------------- | ------------------------- | ------------- | -- | --------------------- | -------- |
| Sporting Portugal   | Zakspeed                  | M             | 2  | Pedro Petiz           | Toutes   |
| RSC Anderlecht      | Zakspeed                  | M             | 8  | Yelmer Buurman        | Toutes   |
| AC Milan            | Azerti Motorsport         | M             | 3  | Giorgio Pantano       | Toutes   |
| PSV Eindhoven       | Azerti Motorsport         | M             | 5  | Dominick Muermans     | 1-3      |
| PSV Eindhoven       | Azerti Motorsport         | M             | 5  | Carlo Van Dam         | 4-6      |
| CR Flamengo         | Azerti Motorsport         | M             | 7  | Enrique Bernoldi      | 4,6      |
| CR Flamengo         | Azerti Motorsport         | M             | 7  | Jonathan Kennard (en) | 5        |
| AS Rome             | Azerti Motorsport         | M             | 22 | Jonathan Kennard (en) | 1-3      |
| Galatasaray SK      | Ultimate Motorsport       | M             | 4  | Duncan Tappy          | 1-2      |
| Galatasaray SK      | Ultimate Motorsport       | M             | 4  | Scott Mansell         | 3        |
| Galatasaray SK      | Ultimate Motorsport       | M             | 4  | Ho-Pin Tung           | 4-6      |
| Al Ain Club         | Ultimate Motorsport       | M             | 6  |                       |          |
| Al Ain Club         | Ultimate Motorsport       | M             | 6  | Miguel Molina         | 1        |
| Al Ain Club         | Ultimate Motorsport       | M             | 6  | Esteban Guerrieri     | 2        |
| FC Séville          | Ultimate Motorsport       | M             | 18 | Esteban Guerrieri     | 3        |
| FC Séville          | Ultimate Motorsport       | M             | 18 | Sébastien Bourdais    | 4-6      |
| CR Flamengo         | Delta Motorsport/ADR (en) | M             | 7  | Enrique Bernoldi      | 1-3      |
| Olympiakos Le Pirée | GU Racing                 | M             | 9  | Davide Rigon          | 1-3      |
| Olympiakos Le Pirée | GU Racing                 | M             | 9  | Esteban Guerrieri     | 4-6      |
| FC Bâle             | GU Racing                 | M             | 10 | Max Wissel            | Toutes   |
| SC Corinthians      | Alan Docking Racing       | M             | 14 | Antônio Pizzonia      | Toutes   |
| Atlético Madrid     | Alan Docking Racing       | M             | 15 | Ho-Pin Tung           | 1-3      |
| Atlético Madrid     | Alan Docking Racing       | M             | 15 | Maria de Villota      | 4-6      |
| Rangers F.C.        | Alan Docking Racing       | M             | 17 | John Martin           | Toutes   |
| Tottenham Hotspur   | Alan Docking Racing       | M             | 19 | Craig Dolby           | Toutes   |
| AS Rome             | Alan Docking Racing       | M             | 22 | Franck Perera         | 4        |
| AS Rome             | Alan Docking Racing       | M             | 22 | Julien Jousse         | 5-6      |
| FC Porto            | Hitech Racing             | M             | 16 | Tristan Gommendy      | 1-3,5-6  |
| FC Porto            | Hitech Racing             | M             | 16 | Álvaro Parente        | 4        |
| Liverpool FC        | Hitech Racing             | M             | 21 | Adrián Vallés         | Toutes   |
| FC Midtjylland      | Hitech Racing             | M             | 24 | Kasper Andersen       | Toutes   |
| Olympique lyonnais  | Barazi Epsilon            | M             | 69 | Nelson Panciatici     | Toutes   |

## Résultats
Les courses de la Superleague Formula commencent par une séance de qualification le samedi. Au début, les équipes sont divisées en deux groupes distincts, puis les quatre équipes les plus rapides de chaque groupe se retrouvent en quart de finale. Deux voitures s'affrontent sur un tour chronométré lors de chaque quart de finale et sont séparés, au moins, de 5 secondes d'écart, pour que la voiture qui se situe en deuxième position ne soit pas avantagé (aspiration sur la 1re voiture). La voiture la plus rapide se qualifie pour la demi-finale, idem pour la finale. À la fin, le vainqueur de la finale se place en pole position sur la grille de départ pour la première course. Ensuite, il y aura deux courses le dimanche, avec une grille inversée pour la seconde. Pour ces deux courses, les équipes seront en concurrence pour 300 000 euros environ de primes. Une troisième course est disputée le dimanche afin de déterminer le vainqueur du week-end et 100 000 euros sont gagnés par le vainqueur. 
- Samedi : essais libres et séance de qualification.
- Dimanche : Deux courses (avec inversion de la grille pour la deuxième course). Une troisième course sera disputée (sauf à Zolder et Monza) par les trois premiers des deux courses précédentes pour déterminer le vainqueur du week-end. Ce dernier remporte un bonus de 100 000 euros. Les six voitures ne marquent pas de points.
- Durée de la course : environ 45 minutes.
- Environ 300 000 euros de primes à partager par week-end.

| Manche | Circuit                                                              | Vainqueur                                     | Course | Podium | Podium              | Podium             | Podium              | Podium          | Pole position                         | Meilleur tour en course                                                         |
| Manche | Circuit                                                              | Vainqueur                                     | Course | Pos.   | Club                | Pilote             | Écurie              | Temps           | Pole position                         | Meilleur tour en course                                                         |
| ------ | -------------------------------------------------------------------- | --------------------------------------------- | ------ | ------ | ------------------- | ------------------ | ------------------- | --------------- | ------------------------------------- | ------------------------------------------------------------------------------- |
| 1re    | Circuit de Nevers Magny-Cours 27 et 28 juin 2009 Résultats détaillés | Liverpool FC Adrián Vallés en Super Finale    | R1     | 1er    | Liverpool FC        | Adrián Vallés      | Hitech Racing       | 45 min 57 s 400 | SC Corinthians Antônio Pizzonia       | Tottenham Hotspur Craig Dolby 1 min 27 s 284                                    |
| 1re    | Circuit de Nevers Magny-Cours 27 et 28 juin 2009 Résultats détaillés | Liverpool FC Adrián Vallés en Super Finale    | R1     | 2e     | RSC Anderlecht      | Yelmer Buurman     | Zakspeed            | 46 min 03 s 698 | SC Corinthians Antônio Pizzonia       | Tottenham Hotspur Craig Dolby 1 min 27 s 284                                    |
| 1re    | Circuit de Nevers Magny-Cours 27 et 28 juin 2009 Résultats détaillés | Liverpool FC Adrián Vallés en Super Finale    | R1     | 3e     | Tottenham Hotspur   | Craig Dolby        | Alan Docking Racing | 46 min 04 s 637 | SC Corinthians Antônio Pizzonia       | Tottenham Hotspur Craig Dolby 1 min 27 s 284                                    |
| 1re    | Circuit de Nevers Magny-Cours 27 et 28 juin 2009 Résultats détaillés | Liverpool FC Adrián Vallés en Super Finale    |        |        |                     |                    |                     |                 | SC Corinthians Antônio Pizzonia       | Tottenham Hotspur Craig Dolby 1 min 27 s 284                                    |
| 1re    | Circuit de Nevers Magny-Cours 27 et 28 juin 2009 Résultats détaillés | Liverpool FC Adrián Vallés en Super Finale    | R2     | 1er    | AC Milan            | Giorgio Pantano    | Azerti Motorsport   | 46 min 57 s 511 | SC Corinthians Antônio Pizzonia       | Tottenham Hotspur Craig Dolby 1 min 27 s 284                                    |
| 1re    | Circuit de Nevers Magny-Cours 27 et 28 juin 2009 Résultats détaillés | Liverpool FC Adrián Vallés en Super Finale    | R2     | 2e     | Olympiakos Le Pirée | Davide Rigon       | GU Racing           | 46 min 59 s 784 | SC Corinthians Antônio Pizzonia       | Tottenham Hotspur Craig Dolby 1 min 27 s 284                                    |
| 1re    | Circuit de Nevers Magny-Cours 27 et 28 juin 2009 Résultats détaillés | Liverpool FC Adrián Vallés en Super Finale    | R2     | 3e     | FC Bâle             | Max Wissel         | GU Racing           | 47 min 08 s 883 | SC Corinthians Antônio Pizzonia       | Tottenham Hotspur Craig Dolby 1 min 27 s 284                                    |
| 1re    | Circuit de Nevers Magny-Cours 27 et 28 juin 2009 Résultats détaillés | Liverpool FC Adrián Vallés en Super Finale    |        |        |                     |                    |                     |                 | SC Corinthians Antônio Pizzonia       | Tottenham Hotspur Craig Dolby 1 min 27 s 284                                    |
| 1re    | Circuit de Nevers Magny-Cours 27 et 28 juin 2009 Résultats détaillés | Liverpool FC Adrián Vallés en Super Finale    | R3     | 1er    | Liverpool FC        | Adrián Vallés      | Hitech Racing       | 11 min 49 s 172 | SC Corinthians Antônio Pizzonia       | Tottenham Hotspur Craig Dolby 1 min 27 s 284                                    |
| 1re    | Circuit de Nevers Magny-Cours 27 et 28 juin 2009 Résultats détaillés | Liverpool FC Adrián Vallés en Super Finale    | R3     | 2e     | AC Milan            | Giorgio Pantano    | Azerti Motorsport   | 11 min 53 s 985 | SC Corinthians Antônio Pizzonia       | Tottenham Hotspur Craig Dolby 1 min 27 s 284                                    |
| 1re    | Circuit de Nevers Magny-Cours 27 et 28 juin 2009 Résultats détaillés | Liverpool FC Adrián Vallés en Super Finale    | R3     | 3e     | SC Corinthians      | Antônio Pizzonia   | Alan Docking Racing | 11 min 55 s 946 | SC Corinthians Antônio Pizzonia       | Tottenham Hotspur Craig Dolby 1 min 27 s 284                                    |
|        |                                                                      |                                               |        |        |                     |                    |                     |                 |                                       |                                                                                 |
| 2e     | Circuit de Zolder 18 et 19 juillet 2009 Résultats détaillés          | Liverpool FC Adrián Vallés aux points         | R1     | 1er    | Tottenham Hotspur   | Craig Dolby        | Alan Docking Racing | 45 min 42 s 338 | FC Midtjylland Kasper Andersen        | FC Bâle Max Wissel 1 min 19 s 036                                               |
| 2e     | Circuit de Zolder 18 et 19 juillet 2009 Résultats détaillés          | Liverpool FC Adrián Vallés aux points         | R1     | 2e     | Rangers F.C.        | John Martin        | Alan Docking Racing | 45 min 44 s 413 | FC Midtjylland Kasper Andersen        | FC Bâle Max Wissel 1 min 19 s 036                                               |
| 2e     | Circuit de Zolder 18 et 19 juillet 2009 Résultats détaillés          | Liverpool FC Adrián Vallés aux points         | R1     | 3e     | Liverpool FC        | Adrián Vallés      | Hitech Racing       | 45 min 45 s 750 | FC Midtjylland Kasper Andersen        | FC Bâle Max Wissel 1 min 19 s 036                                               |
| 2e     | Circuit de Zolder 18 et 19 juillet 2009 Résultats détaillés          | Liverpool FC Adrián Vallés aux points         |        |        |                     |                    |                     |                 | FC Midtjylland Kasper Andersen        | FC Bâle Max Wissel 1 min 19 s 036                                               |
| 2e     | Circuit de Zolder 18 et 19 juillet 2009 Résultats détaillés          | Liverpool FC Adrián Vallés aux points         | R2     | 1er    | Al Ain Club         | Esteban Guerrieri  | Ultimate Motorsport | 46 min 34 s 726 | FC Midtjylland Kasper Andersen        | FC Bâle Max Wissel 1 min 19 s 036                                               |
| 2e     | Circuit de Zolder 18 et 19 juillet 2009 Résultats détaillés          | Liverpool FC Adrián Vallés aux points         | R2     | 2e     | Atlético Madrid     | Ho-Pin Tung        | Alan Docking Racing | 46 min 35 s 520 | FC Midtjylland Kasper Andersen        | FC Bâle Max Wissel 1 min 19 s 036                                               |
| 2e     | Circuit de Zolder 18 et 19 juillet 2009 Résultats détaillés          | Liverpool FC Adrián Vallés aux points         | R2     | 3e     | Liverpool FC        | Adrián Vallés      | Hitech Racing       | 46 min 43 s 458 | FC Midtjylland Kasper Andersen        | FC Bâle Max Wissel 1 min 19 s 036                                               |
|        |                                                                      |                                               |        |        |                     |                    |                     |                 |                                       |                                                                                 |
| 3e     | Donington Park 1er et 2 août 2009 Résultats détaillés                | Rangers F.C. John Martin en Super Finale      | R1     | 1er    | FC Bâle             | Max Wissel         | GU Racing           | 45 min 15 s 840 | SC Corinthians Antônio Pizzonia       | SC Corinthians Antônio Pizzonia 1 min 19 s 400                                  |
| 3e     | Donington Park 1er et 2 août 2009 Résultats détaillés                | Rangers F.C. John Martin en Super Finale      | R1     | 2e     | Rangers F.C.        | John Martin        | Alan Docking Racing | 45 min 18 s 020 | SC Corinthians Antônio Pizzonia       | SC Corinthians Antônio Pizzonia 1 min 19 s 400                                  |
| 3e     | Donington Park 1er et 2 août 2009 Résultats détaillés                | Rangers F.C. John Martin en Super Finale      | R1     | 3e     | SC Corinthians      | Antônio Pizzonia   | Alan Docking Racing | 45 min 18 s 961 | SC Corinthians Antônio Pizzonia       | SC Corinthians Antônio Pizzonia 1 min 19 s 400                                  |
| 3e     | Donington Park 1er et 2 août 2009 Résultats détaillés                | Rangers F.C. John Martin en Super Finale      |        |        |                     |                    |                     |                 | SC Corinthians Antônio Pizzonia       | SC Corinthians Antônio Pizzonia 1 min 19 s 400                                  |
| 3e     | Donington Park 1er et 2 août 2009 Résultats détaillés                | Rangers F.C. John Martin en Super Finale      | R2     | 1er    | FC Porto            | Tristan Gommendy   | Hitech Racing       | 45 min 36 s 002 | SC Corinthians Antônio Pizzonia       | SC Corinthians Antônio Pizzonia 1 min 19 s 400                                  |
| 3e     | Donington Park 1er et 2 août 2009 Résultats détaillés                | Rangers F.C. John Martin en Super Finale      | R2     | 2e     | Sporting Portugal   | Pedro Petiz        | Zakspeed            | 45 min 40 s 693 | SC Corinthians Antônio Pizzonia       | SC Corinthians Antônio Pizzonia 1 min 19 s 400                                  |
| 3e     | Donington Park 1er et 2 août 2009 Résultats détaillés                | Rangers F.C. John Martin en Super Finale      | R2     | 3e     | FC Bâle             | Max Wissel         | GU Racing           | 45 min 42 s 625 | SC Corinthians Antônio Pizzonia       | SC Corinthians Antônio Pizzonia 1 min 19 s 400                                  |
| 3e     | Donington Park 1er et 2 août 2009 Résultats détaillés                | Rangers F.C. John Martin en Super Finale      |        |        |                     |                    |                     |                 | SC Corinthians Antônio Pizzonia       | SC Corinthians Antônio Pizzonia 1 min 19 s 400                                  |
| 3e     | Donington Park 1er et 2 août 2009 Résultats détaillés                | Rangers F.C. John Martin en Super Finale      | R3     | 1er    | Rangers F.C.        | John Martin        | Alan Docking Racing | 6 min 43 s 077  | SC Corinthians Antônio Pizzonia       | SC Corinthians Antônio Pizzonia 1 min 19 s 400                                  |
| 3e     | Donington Park 1er et 2 août 2009 Résultats détaillés                | Rangers F.C. John Martin en Super Finale      | R3     | 2e     | Tottenham Hotspur   | Craig Dolby        | Alan Docking Racing | 6 min 46 s 827  | SC Corinthians Antônio Pizzonia       | SC Corinthians Antônio Pizzonia 1 min 19 s 400                                  |
| 3e     | Donington Park 1er et 2 août 2009 Résultats détaillés                | Rangers F.C. John Martin en Super Finale      | R3     | 3e     | FC Bâle             | Max Wissel         | GU Racing           | 6 min 49 s 287  | SC Corinthians Antônio Pizzonia       | SC Corinthians Antônio Pizzonia 1 min 19 s 400                                  |
|        |                                                                      |                                               |        |        |                     |                    |                     |                 |                                       |                                                                                 |
| 4e     | Circuit d'Estoril 5 et 6 septembre 2009 Résultats détaillés          | FC Séville Sébastien Bourdais en Super Finale | R1     | 1er    | Olympiakos Le Pirée | Esteban Guerrieri  | GU Racing           | 45 min 47 s 271 | SC Corinthians Antônio Pizzonia       | SC Corinthians Antônio Pizzonia et RSC Anderlecht Yelmer Buurman 1 min 29 s 162 |
| 4e     | Circuit d'Estoril 5 et 6 septembre 2009 Résultats détaillés          | FC Séville Sébastien Bourdais en Super Finale | R1     | 2e     | Liverpool FC        | Adrián Vallés      | Hitech Racing       | 45 min 49 s 437 | SC Corinthians Antônio Pizzonia       | SC Corinthians Antônio Pizzonia et RSC Anderlecht Yelmer Buurman 1 min 29 s 162 |
| 4e     | Circuit d'Estoril 5 et 6 septembre 2009 Résultats détaillés          | FC Séville Sébastien Bourdais en Super Finale | R1     | 3e     | SC Corinthians      | Antônio Pizzonia   | Alan Docking Racing | 45 min 50 s 281 | SC Corinthians Antônio Pizzonia       | SC Corinthians Antônio Pizzonia et RSC Anderlecht Yelmer Buurman 1 min 29 s 162 |
| 4e     | Circuit d'Estoril 5 et 6 septembre 2009 Résultats détaillés          | FC Séville Sébastien Bourdais en Super Finale |        |        |                     |                    |                     |                 | SC Corinthians Antônio Pizzonia       | SC Corinthians Antônio Pizzonia et RSC Anderlecht Yelmer Buurman 1 min 29 s 162 |
| 4e     | Circuit d'Estoril 5 et 6 septembre 2009 Résultats détaillés          | FC Séville Sébastien Bourdais en Super Finale | R2     | 1er    | FC Porto            | Álvaro Parente     | Hitech Racing       | 46 min 07 s 422 | SC Corinthians Antônio Pizzonia       | SC Corinthians Antônio Pizzonia et RSC Anderlecht Yelmer Buurman 1 min 29 s 162 |
| 4e     | Circuit d'Estoril 5 et 6 septembre 2009 Résultats détaillés          | FC Séville Sébastien Bourdais en Super Finale | R2     | 2e     | FC Séville          | Sébastien Bourdais | Ultimate Motorsport | 46 min 08 s 487 | SC Corinthians Antônio Pizzonia       | SC Corinthians Antônio Pizzonia et RSC Anderlecht Yelmer Buurman 1 min 29 s 162 |
| 4e     | Circuit d'Estoril 5 et 6 septembre 2009 Résultats détaillés          | FC Séville Sébastien Bourdais en Super Finale | R2     | 3e     | CR Flamengo         | Enrique Bernoldi   | Azerti Motorsport   | 46 min 27 s 314 | SC Corinthians Antônio Pizzonia       | SC Corinthians Antônio Pizzonia et RSC Anderlecht Yelmer Buurman 1 min 29 s 162 |
| 4e     | Circuit d'Estoril 5 et 6 septembre 2009 Résultats détaillés          | FC Séville Sébastien Bourdais en Super Finale |        |        |                     |                    |                     |                 | SC Corinthians Antônio Pizzonia       | SC Corinthians Antônio Pizzonia et RSC Anderlecht Yelmer Buurman 1 min 29 s 162 |
| 4e     | Circuit d'Estoril 5 et 6 septembre 2009 Résultats détaillés          | FC Séville Sébastien Bourdais en Super Finale | R3     | 1er    | FC Séville          | Sébastien Bourdais | Ultimate Motorsport | 7 min 31 s 629  | SC Corinthians Antônio Pizzonia       | SC Corinthians Antônio Pizzonia et RSC Anderlecht Yelmer Buurman 1 min 29 s 162 |
| 4e     | Circuit d'Estoril 5 et 6 septembre 2009 Résultats détaillés          | FC Séville Sébastien Bourdais en Super Finale | R3     | 2e     | Olympiakos Le Pirée | Esteban Guerrieri  | GU Racing           | 7 min 32 s 899  | SC Corinthians Antônio Pizzonia       | SC Corinthians Antônio Pizzonia et RSC Anderlecht Yelmer Buurman 1 min 29 s 162 |
| 4e     | Circuit d'Estoril 5 et 6 septembre 2009 Résultats détaillés          | FC Séville Sébastien Bourdais en Super Finale | R3     | 3e     | Liverpool FC        | Adrián Vallés      | Hitech Racing       | 7 min 37 s 213  | SC Corinthians Antônio Pizzonia       | SC Corinthians Antônio Pizzonia et RSC Anderlecht Yelmer Buurman 1 min 29 s 162 |
|        |                                                                      |                                               |        |        |                     |                    |                     |                 |                                       |                                                                                 |
| 5e     | Circuit de Monza 3 et 4 octobre 2009 Résultats détaillés             | FC Séville Sébastien Bourdais aux points      | R1     | 1er    | FC Séville          | Sébastien Bourdais | Ultimate Motorsport | 41 min 26 s 833 | Olympiakos Le Pirée Esteban Guerrieri | SC Corinthians Antônio Pizzonia 1 min 36 s 466                                  |
| 5e     | Circuit de Monza 3 et 4 octobre 2009 Résultats détaillés             | FC Séville Sébastien Bourdais aux points      | R1     | 2e     | Olympiakos Le Pirée | Esteban Guerrieri  | GU Racing           | 41 min 27 s 208 | Olympiakos Le Pirée Esteban Guerrieri | SC Corinthians Antônio Pizzonia 1 min 36 s 466                                  |
| 5e     | Circuit de Monza 3 et 4 octobre 2009 Résultats détaillés             | FC Séville Sébastien Bourdais aux points      | R1     | 3e     | AS Rome             | Julien Jousse      | Alan Docking Racing | 41 min 41 s 763 | Olympiakos Le Pirée Esteban Guerrieri | SC Corinthians Antônio Pizzonia 1 min 36 s 466                                  |
| 5e     | Circuit de Monza 3 et 4 octobre 2009 Résultats détaillés             | FC Séville Sébastien Bourdais aux points      |        |        |                     |                    |                     |                 | Olympiakos Le Pirée Esteban Guerrieri | SC Corinthians Antônio Pizzonia 1 min 36 s 466                                  |
| 5e     | Circuit de Monza 3 et 4 octobre 2009 Résultats détaillés             | FC Séville Sébastien Bourdais aux points      | R2     | 1er    | Sporting Portugal   | Pedro Petiz        | Zakspeed            | 41 min 51 s 037 | Olympiakos Le Pirée Esteban Guerrieri | SC Corinthians Antônio Pizzonia 1 min 36 s 466                                  |
| 5e     | Circuit de Monza 3 et 4 octobre 2009 Résultats détaillés             | FC Séville Sébastien Bourdais aux points      | R2     | 2e     | Tottenham Hotspur   | Craig Dolby        | Alan Docking Racing | 41 min 57 s 088 | Olympiakos Le Pirée Esteban Guerrieri | SC Corinthians Antônio Pizzonia 1 min 36 s 466                                  |
| 5e     | Circuit de Monza 3 et 4 octobre 2009 Résultats détaillés             | FC Séville Sébastien Bourdais aux points      | R2     | 3e     | FC Séville          | Sébastien Bourdais | Ultimate Motorsport | 42 min 02 s 473 | Olympiakos Le Pirée Esteban Guerrieri | SC Corinthians Antônio Pizzonia 1 min 36 s 466                                  |
|        |                                                                      |                                               |        |        |                     |                    |                     |                 |                                       |                                                                                 |
| 6e     | Circuit de Jarama 7 et 8 novembre 2009 Résultats détaillés           | RSC Anderlecht Yelmer Buurman en Super Finale | R1     | 1er    | RSC Anderlecht      | Yelmer Buurman     | Zakspeed            | 46 min 32 s 409 | FC Séville Sébastien Bourdais         | RSC Anderlecht Yelmer Buurman 1 min 20 s 011                                    |
| 6e     | Circuit de Jarama 7 et 8 novembre 2009 Résultats détaillés           | RSC Anderlecht Yelmer Buurman en Super Finale | R1     | 2e     | FC Séville          | Sébastien Bourdais | Ultimate Motorsport | 46 min 46 s 457 | FC Séville Sébastien Bourdais         | RSC Anderlecht Yelmer Buurman 1 min 20 s 011                                    |
| 6e     | Circuit de Jarama 7 et 8 novembre 2009 Résultats détaillés           | RSC Anderlecht Yelmer Buurman en Super Finale | R1     | 3e     | AC Milan            | Giorgio Pantano    | Azerti Motorsport   | 47 min 03 s 138 | FC Séville Sébastien Bourdais         | RSC Anderlecht Yelmer Buurman 1 min 20 s 011                                    |
| 6e     | Circuit de Jarama 7 et 8 novembre 2009 Résultats détaillés           | RSC Anderlecht Yelmer Buurman en Super Finale |        |        |                     |                    |                     |                 | FC Séville Sébastien Bourdais         | RSC Anderlecht Yelmer Buurman 1 min 20 s 011                                    |
| 6e     | Circuit de Jarama 7 et 8 novembre 2009 Résultats détaillés           | RSC Anderlecht Yelmer Buurman en Super Finale | R2     | 1er    | Galatasaray SK      | Ho-Pin Tung        | Ultimate Motorsport | 45 min 42 s 682 | FC Séville Sébastien Bourdais         | RSC Anderlecht Yelmer Buurman 1 min 20 s 011                                    |
| 6e     | Circuit de Jarama 7 et 8 novembre 2009 Résultats détaillés           | RSC Anderlecht Yelmer Buurman en Super Finale | R2     | 2e     | Tottenham Hotspur   | Craig Dolby        | Alan Docking Racing | 45 min 46 s 577 | FC Séville Sébastien Bourdais         | RSC Anderlecht Yelmer Buurman 1 min 20 s 011                                    |
| 6e     | Circuit de Jarama 7 et 8 novembre 2009 Résultats détaillés           | RSC Anderlecht Yelmer Buurman en Super Finale | R2     | 3e     | FC Midtjylland      | Kasper Andersen    | Hitech Racing       | 45 min 51 s 579 | FC Séville Sébastien Bourdais         | RSC Anderlecht Yelmer Buurman 1 min 20 s 011                                    |
| 6e     | Circuit de Jarama 7 et 8 novembre 2009 Résultats détaillés           | RSC Anderlecht Yelmer Buurman en Super Finale |        |        |                     |                    |                     |                 | FC Séville Sébastien Bourdais         | RSC Anderlecht Yelmer Buurman 1 min 20 s 011                                    |
| 6e     | Circuit de Jarama 7 et 8 novembre 2009 Résultats détaillés           | RSC Anderlecht Yelmer Buurman en Super Finale | R3     | 1er    | RSC Anderlecht      | Yelmer Buurman     | Zakspeed            | 6 min 50 s 779  | FC Séville Sébastien Bourdais         | RSC Anderlecht Yelmer Buurman 1 min 20 s 011                                    |
| 6e     | Circuit de Jarama 7 et 8 novembre 2009 Résultats détaillés           | RSC Anderlecht Yelmer Buurman en Super Finale | R3     | 2e     | FC Séville          | Sébastien Bourdais | Ultimate Motorsport | 6 min 52 s 172  | FC Séville Sébastien Bourdais         | RSC Anderlecht Yelmer Buurman 1 min 20 s 011                                    |
| 6e     | Circuit de Jarama 7 et 8 novembre 2009 Résultats détaillés           | RSC Anderlecht Yelmer Buurman en Super Finale | R3     | 3e     | Liverpool FC        | Adrián Vallés      | Hitech Racing       | 6 min 55 s 132  | FC Séville Sébastien Bourdais         | RSC Anderlecht Yelmer Buurman 1 min 20 s 011                                    |
|        |                                                                      |                                               |        |        |                     |                    |                     |                 |                                       |                                                                                 |

## Classement
Le classement du championnat est décidé par points, qui sont attribués en fonction de la position où l'équipe termine les Grands Prix. Les points sont attribués de la façon suivante :
| Position | 1er | 2e | 3e | 4e | 5e | 6e | 7e | 8e | 9e | 10e | 11e | 12e | 13e | 14e | 15e | 16e | 17e | 18e | 19e | 20e | 21e | 22e |
| Points   | 50  | 45 | 40 | 36 | 32 | 29 | 26 | 23 | 20 | 18  | 16  | 14  | 12  | 10  | 8   | 7   | 6   | 5   | 4   | 3   | 2   | 1   |
| -------- | --- | -- | -- | -- | -- | -- | -- | -- | -- | --- | --- | --- | --- | --- | --- | --- | --- | --- | --- | --- | --- | --- |

Contrairement à la Formule 1, le pilote n'a pas besoin de terminer, mais de commencer, pour accumuler des points. Les mêmes points sont attribués pour la course 1 et la course 2, mais la grille est inversée lors de la course 2 et les pilotes les plus lents sont avantagés puisqu'ils partent dans les premières lignes de la grille.
| Rang | Club                | Pilotes            | Course | Course | Course | Course | Course | Course | Course | Course | Course | Course | Course | Course | Total points |
| Rang | Club                | Pilotes            | FRA    | FRA    | BEL    | BEL    | GBR    | GBR    | POR    | POR    | ITA    | ITA    | ESP    | ESP    | Total points |
| Rang | Club                | Pilotes            | R1     | R2     | R1     | R2     | R1     | R2     | R1     | R2     | R1     | R2     | R1     | R2     | Total points |
| ---- | ------------------- | ------------------ | ------ | ------ | ------ | ------ | ------ | ------ | ------ | ------ | ------ | ------ | ------ | ------ | ------------ |
| 1er  | Liverpool FC        | Adrián Vallés      | 50     | 29     | 40     | 40     | 29     | 29     | 45     | 20     | 36     | 32     | 26     | 36     | 412          |
| 2e   | Tottenham Hotspur   | Craig Dolby        | 40     | 18     | 50     | 20     | 32     | 36     | 23     | 5      | 32     | 45     | 36     | 45     | 382          |
| 3e   | FC Bâle             | Max Wissel         | 18     | 40     | 36     | 23     | 50     | 40     | -      | 16     | 20     | 10     | 32     | 23     | 308          |
| 4e   | RSC Anderlecht      | Yelmer Buurman     | 45     | 32     | 23     | 10     | 7      | -      | 36     | 36     | 29     | 29     | 50     | 8      | 305          |
| 5e   | FC Porto            | Tristan Gommendy   | 7      | 26     | 14     | 26     | 23     | 50     |        |        | 26     | 12     | 29     | 32     | 302          |
| 5e   | FC Porto            | Álvaro Parente     |        |        |        |        |        |        | 7      | 50     |        |        |        |        | 302          |
| 6e   | Olympiakos Le Pirée | Davide Rigon       | 5      | 45     | 18     | 36     | 6      | 8      |        |        |        |        |        |        | 300          |
| 6e   | Olympiakos Le Pirée | Esteban Guerrieri  |        |        |        |        |        |        | 50     | 10     | 45     | 36     | 23     | 18     | 300          |
| 7e   | AC Milan            | Giorgio Pantano    | 14     | 50     | 32     | 16     | 36     | 6      | 29     | 29     | 8      | 16     | 40     | 10     | 286          |
| 8e   | SC Corinthians      | Antônio Pizzonia   | 36     | 20     | 6      | 14     | 40     | 23     | 40     | 32     | 18     | 20     | 10     | 5      | 264          |
| 9e   | FC Séville          | Esteban Guerrieri  |        |        |        |        | 16     | 12     |        |        |        |        |        |        | 253          |
| 9e   | FC Séville          | Sébastien Bourdais |        |        |        |        |        |        | 16     | 45     | 50     | 40     | 45     | 29     | 253          |
| 10e  | Rangers FC          | John Martin        | 6      | 7      | 45     | 8      | 45     | 7      | 32     | 23     | 16     | 14     | 18     | 20     | 241          |
| 11e  | Galatasaray SK      | Duncan Tappy       | 32     | 16     | 20     | 7      |        |        |        |        |        |        |        |        | 239          |
| 11e  | Galatasaray SK      | Scott Mansell      |        |        |        |        | 12     | 14     |        |        |        |        |        |        | 239          |
| 11e  | Galatasaray SK      | Ho-Pin Tung        |        |        |        |        |        |        | 6      | 26     | 23     | 26     | 7      | 50     | 239          |
| 12e  | Sporting Portugal   | Pedro Petiz        | 26     | 6      | 8      | 12     | 14     | 45     | 20     | 6      | 5      | 50     | 12     | 12     | 215          |
| 13e  | AS Rome             | Jonathan Kennard   | 8      | 10     | 16     | 32     | 26     | 18     |        |        |        |        |        |        | 211          |
| 13e  | AS Rome             | Franck Perera      |        |        |        |        |        |        | 26     | 14     |        |        |        |        | 211          |
| 13e  | AS Rome             | Julien Jousse      |        |        |        |        |        |        |        |        | 40     | 6      | 8      | 7      | 211          |
| 14e  | FC Midtjylland      | Kasper Andersen    | 23     | 8      | 12     | 29     | 18     | 32     | 8      | 7      | 14     | 7      | 5      | 40     | 203          |
| 15e  | Atlético Madrid     | Ho-Pin Tung        | 10     | 14     | 5      | 45     | 20     | 26     |        |        |        |        |        |        | 202          |
| 15e  | Atlético Madrid     | Maria de Villota   |        |        |        |        |        |        | 10     | 12     | 10     | 18     | 6      | 26     | 202          |
| 16e  | CR Flamengo         | Enrique Bernoldi   | 29     | 23     | 26     | 5      | 5      | 10     | 12     | 40     |        |        | 16     | 14     | 191          |
| 16e  | CR Flamengo         | Jonathan Kennard   |        |        |        |        |        |        |        |        | 6      | 5      |        |        | 191          |
| 17e  | Olympique lyonnais  | Nelson Panciatici  | 12     | 12     | 10     | 18     | 10     | 20     | 14     | 8      | 12     | 8      | 20     | 16     | 160          |
| 18e  | PSV Eindhoven       | Dominick Muermans  | 16     | 5      | 8      | 6      | 8      | 16     |        |        |        |        |        |        | 145          |
| 18e  | PSV Eindhoven       | Carlo Van Dam      |        |        |        |        |        |        | 18     | 18     | 7      | 23     | 14     | 6      | 145          |
| 19e  | Al Ain Club         | Miguel Molina      | 20     | 36     |        |        |        |        |        |        |        |        |        |        | 135          |
| 19e  | Al Ain Club         | Esteban Guerrieri  |        |        | 29     | 50     |        |        |        |        |        |        |        |        | 135          |